# Werner Creutziger
Werner Creutziger (* 26. März 1929 in Pöhlau, Sachsen, Weimarer Republik) ist ein deutscher Philologe und literarischer Übersetzer, der vor allem Werke aus dem Serbokroatischen und Russischen übersetzt hat. Zwischen 1961 und 1990 veröffentlichte er in der DDR rund 50 Übersetzungen.

## Leben
Werner Creutziger ist 1929 in einfachen Verhältnissen im sächsischen Dorf Pöhlau, das heute zu Zwickau gehört, geboren und aufgewachsen. Einem Kriegseinsatz im Volkssturm entging er nur knapp. 1946 trat er der SPD bei, die aber kurz danach, am 21. April 1946, mit der KPD zur SED zwangsvereinigt wurde. 1951 wurde er aus der SED wieder ausgeschlossen.
Von 1947 bis 1952 studierte er Germanistik an der Universität Leipzig. In den Nebenfächern belegte er Russisch und Französisch. Nach dem Studium widersetzte er sich. Deutschlehrer zu werden, weil er den Schülern keine propagandistischen Inhalte vermitteln wollte, die ihm selbst fremd waren, und wurde stattdessen 1952 Verlagslektor bei Reclam in Leipzig. Für den Reclam-Verlag besorgte er in dieser Zeit Auswahl und Nachwort für einen Gedichtband von Wladimir Majakowski, figurierte als Herausgeber von Herders Stimmen der Völker in Liedern und schrieb das Nachwort für eine Ausgabe von Gottfried Kellers Novellen Der Narr auf Manegg und Hadlaub.
In derselben Zeit übersetzte er zusammen mit seiner Frau Thea Creutziger, einer Biologin, das wissenschaftliche Werk Die Hybridisation aus dem Russischen, das 1953 im Deutschen Bauernverlag erschien. Das Ehepaar zog 1953 nach Ost-Berlin, wo er als Verlagslektor des Aufbau Verlags arbeitete. 1958 wurde er fester freier Mitarbeiter des Verlags.
1961 veröffentlichte er in seinem Hausverlag zum ersten Mal eine eigene Literaturübersetzung, die in einer Auswahl von Erzählungen Ivo Andrićs veröffentlicht wurde. 1962 übersetzte er zum einzigen Mal ein Werk aus dem Französischen, das aber eine seiner erfolgreichsten Übertragungen überhaupt werden sollte: Jan Potockis Die Handschrift von Saragossa wurde bis 1984 viermal im Aufbau Verlag aufgelegt. In den folgenden beinahe 30 Jahren übersetzte Creutziger unermüdlich Literatur aus dem Russischen und Serbokroatischen. Aus dem Russischen übersetzte er unter anderem Werke von Iwan Turgenjew, Fjodor Dostojewski, Alexei Tolstoi, Jaan Kross, Maxim Gorki, Wladimir Odojewski, Juri Rytche͏u, Lew Tolstoi, Nikolai Gogol und Michail Lermontow, aus dem Serbokroatischen von Ivo Andrić, Branko Ćopić, Branislav Nušić, Ćamil Sijarić, Marin Držić, Mehmed Meša Selimović und Isak Samokovlija. Die meisten Übersetzungen erschienen in Creutzigers Stammverlag Aufbau-Verlag, Bühnenmanuskripte im Henschelverlag, Kinder- und Jugendliteratur veröffentlichte er im Kinderbuchverlag Berlin und im Verlag Neues Leben. Weitere Übersetzungen schrieb er für Rütten & Loening, den Buchverlag Der Morgen und den Leipziger Reclam-Verlag. Einige Übersetzungen Creutzigers werden noch heute aufgelegt: Fjodor Dostojewskis Der Spieler und Die Brüder Karamasow bei Aufbau Taschenbuch, Jan Potockis Die Handschrift von Saragossa bei Zweitausendeins, Meša Selimovićs Der Derwisch und der Tod beim Otto Müller Verlag und Erzählungen von Isak Samokovlija bei Edition Büchergilde unter dem Titel Der Jude, der am Sabbat nicht betet.
Ab 1964 war Creutziger Mitglied im Schriftstellerverband der DDR, ab 1975 leitete er das Übersetzer-Aktiv Berlin. 1986 zog er nach Angermünde in der Uckermark. 1990 erschien mit Dostojewskis Der Spieler seine letzte Übersetzung, nach der Wende übersetzte er nicht mehr. 1994 wurde er pensioniert, lehrte aber 1995–1997 Übersetzen am Deutschen Literaturinstitut Leipzig. In den 2000er Jahren veröffentlichte er zahlreiche Aufsätze und Essays, die 2007 und 2011 in Sammelbänden erschienen.

## Werke

### Übersetzungen
- Ivo Andrić: Die Männer von Veletovo. Ausgewählte Erzählungen. Aufbau-Verlag, Berlin 1961 (2. Aufl. 1968). (zusammen mit Wolfgang Grycz und Martin Zöller)
  - Ivo Andrić: Der Elefant des Wesirs. Hanser Verlag, München 1962 (= Sämtliche Erzählungen, Band 1). (zusammen mit Alois Schmaus)
  - Ivo Andrić: Gesichter. Aufbau-Verlag, Berlin 1962, Hanser Verlag, München 1964 (= Sämtliche Erzählungen, Band 3).
  - Ivo Andrić: Der Weg des Alija Djerzelez. Erzählungen. Insel-Verlag, Leipzig 1965.
- Jan Potocki: Die Abenteuer in der Sierra Morena oder Die Handschriften von Saragossa. [Seit 2002: Die Handschrift von Saragossa.] Roman. Aufbau-Verlag, Berlin 1962 (2. Aufl. 1963, 3. Aufl. 1977, 4. Aufl. 1981).
- Branko Ćopič: Freunde, Feinde und Verräter. Roman. Aufbau-Verlag, Berlin 1964.
- Branislav Nušić: Die Hajduken. Kinderbuchverlag, Berlin 1965.
- Ćamil Sijarić: Im Schatten des Urahnenbaums. Roman. Aufbau-Verlag, Berlin 1966.
- Zvonimir Bajsić: Die Freunde. Manuskript für ein Hörspiel 1967.[5]
- Zvonimir Bajsić: Betrüger. Manuskript für ein Hörspiel 1968.[6]
- Isaak Goldberg: Süsser Wermut. Erzählungen. Aufbau-Verlag, Berlin 1968. (zusammen mit Gottfried Kirchner)
- Branko Ćopič: Sei nicht traurig, eherner Wachtposten. Roman. Aufbau-Verlag, Berlin 1968.
- Marin Držić: Vater Marojes Geld. Komödie. Henschelverlag, Berlin 1969. (Hörspiel 1973[7])
- Jara Ribnikar: Duell an der Drina. Verlag Neues Leben, Berlin 1969.
- Die unheimliche Wahrsagung. Erzählungen der russischen Romantik. Rütten & Loening, Berlin 1969 (2. Aufl. 1971, 3. Aufl. 1987). (zusammen mit Klaus Städtke, Michael Pfeiffer, Günter Stein und Georg Schwarz)
- Miodrag Đurđević: Ein Held unserer Zeit. Manuskript für ein Hörspiel 1971.[8]
- Iwan Turgenjew: Drei Begegnungen. Erzählungen. Hammer, Wuppertal 1971 (2. Aufl. 1978, 3. Aufl. 1985). (zusammen mit Dieter Pommerenke)
- Georgi Semjonow: Der klingende Mond. Erzählungen. Aufbau-Verlag, Berlin 1971.
- Fjodor Dostojewskij: Der ewige Ehemann. Ausgewählte Prosa. Aufbau-Verlag, Berlin 1971. (zusammen mit Hermann Röhl)
- Berislav Kosier: Baum und Adlerkralle. Roman. Aufbau-Verlag, Berlin 1971.
- Iwan Turgenjew: Frühlingsfluten. Erzählungen. Aufbau-Verlag, Berlin 1972 (3. Aufl. 1984, 4. Aufl. 1985).
- Alexej Tolstoi: Der Vampir. Erzählungen. Aufbau-Verlag, Berlin 1972.
- Meša Selimović: Der Derwisch und der Tod. Roman. Müller, Salzburg 1972 (2. Aufl. 1975, 3. Aufl. 1980).
- Georgi Semjonow: Ohne Herbst in den Winter. Aufbau-Verlag, Berlin 1973.
- Branko Hribar: Bum! Bum! Päng! Und aus! Manuskript für ein Hörspiel 1974.[9]
- Jaan Kross: Vier Monologe Anno Domini 1506. Historische Novellen. Aufbau-Verlag, Berlin 1974. (zusammen mit Hilde Angarowa)
- Maxim Gorki: Nachtasyl. Henschelverlag, Berlin 1974.
- Maxim Gorki: Kleinbürger. Henschelverlag, Berlin 1974.
- Maxim Gorki: Dramen 1 + 2. Aufbau-Verlag, Berlin 1974. (zusammen mit Günter Jäniche)
- Wladimir Odojewski: Das Gespenst und andere Spukgeschichten. Aufbau-Verlag, Berlin 1974.
- Juri Rytche͏u: Weket und Agnes. Kinderbuchverlag, Berlin 1975.
- Isak Samokovlija: Die rote Dahlie. Erzählungen. Aufbau-Verlag, Berlin 1975 (2. Aufl. 1977).
- Iwan Turgenjew: Asja. Drei Erzählungen. Insel-Verlag, Leipzig 1975.
- Die negative Giselle. Moderne sowjetische Liebesgeschichten. Aufbau-Verlag, Berlin 1975. (zusammen mit Margit Bräuer, Anneliese Globig, Wilhelm Plackmeyer und Ingrid Weber)
- Andrej Makajonok: Heilige Einfalt. Eine sehr bedenkliche Komödie. Henschelverlag, Berlin 1976. (Hörspiel 1977[10])
- Leo Tolstoi: Macht der Finsternis. Dramen. Rütten & Loening, Berlin 1976 (2. Aufl. 1977).
- Fjodor M. Dostojewski: Der Traum eines lächerlichen Menschen. Kleine Prosa. Reclam, Leipzig 1976 (2. Aufl. 1985). (zusammen mit Ralf Schröder)
- Anatoli Alexin: Mein Bruder spielt Klarinette [und andere Erzählungen]. Kinderbuchverlag, Berlin 1977 (2. Aufl. 1983).
- Nikolai Gogol: Aufsätze und Briefe. Aufbau-Verlag, Berlin 1977.
- Lew Tolstoi: Der erste Branntweinbrenner oder Wie das Teufelchen die Sache mit dem Brotkanten wiedergutmachte. Manuskript für ein Hörspiel 1978.[11]
- Fjodor M. Dostojewski: Die Sanfte. Verlag der Kunst, Dresden 1978.
- Anatoli Alexin: Der andere Sergej. Manuskript für ein Hörspiel 1979.[12]
- Ivo Andrić: Omer-Pascha Latas. Der Marschall des Sultans. Aufbau-Verlag, Berlin 1979.
- Maxim Gorki: Jegor Bulytschow und andere. Reclam, Stuttgart 1980.
- Fjodor Dostojewski: Die Brüder Karamasow. Roman in 4 Teilen mit einem Epilog. Aufbau-Verlag, Berlin 1981 (2. Aufl. 1986, 3. Aufl. 1992).
- Nikolai Gogol: Petersburger Skizzen und andere Aufsätze. Reclam, Leipzig 1982.
- Nikolai Gogol: Petersburger Erzählungen. Buchverlag Der Morgen, Berlin 1983 (2. Aufl. 1986).
- Zvonimir Kostić: Und wieder – wie einst – der Stern mit dem Schweif. Manuskript für ein Hörspiel 1984.[13]
- Ćamil Sijarić: Der osmanische Friede. Aufbau-Verlag, Berlin 1984.
- Branislav Nušić: Der tollwütige Teofilo. Rütten & Loening, Berlin 1985.
- Mein Puschkin. Von Gogol bis Granin. Buchverlag Der Morgen, Berlin 1986.
- Michail Lermontow: Prosa und Dramatik. Rütten & Loening, Berlin 1987.
- Ivo Andrić: Das Haus in der Einsamkeit. Aufbau-Verlag, Berlin 1987.
- Fjodor Dostojewski: Der Spieler. Späte Prosa. Aufbau-Verlag, Berlin 1990.
  - Fjodor Dostojewskij: Das Krokodil. Eine ausserordentliche Begebenheit oder eine Passage in der Passage. Steidl, Göttingen 1997.
  - Der Spieler. Hörspiel von Südwestrundfunk, in einer Bearbeitung von Beate Andres, 2004.[14]

### Sachbücher
- In Dichters Lande gehen. Übersetzen als Schreibkunst. Mitteldeutscher Verlag, Leipzig 1985.
- Das alte Haus der Sprache. In: Berlin-Brandenburgische Akademie der Wissenschaften (Hrsg.): Natur- und versus Geisteswissenschaften. Scharmützel und Annäherungen. Berlin 2000, S. 46–49 (= Gegenworte. Zeitschrift für den Disput über Wissen 6).
- Die unpolitische Klasse. Aufsätze aus den Jahren 2001–2007. Druckhaus Liebenwald, Berlin 2007.
- Schöne neue Sprache. Essays. Frank & Timme, Berlin 2011.